# Vézac (Dordoña)
 Vézac  es una población y comuna francesa, situada en la región de Aquitania, departamento de Dordoña, en el distrito de Sarlat-la-Canéda y cantón de Sarlat-la-Canéda.

## Demografía
| 405 | 356 | 427 | 547 | 620 | 594 |
| Para los censos de 1962 a 1999 la población legal corresponde a la población sin duplicidades (Fuente: INSEE [Consultar]) |     |     |     |     |     |